# Teleneiger
Ein Teleneiger, auch Teleschwenkbügel, Kardanneiger oder „Affenschaukel“, ist ein Stativkopf speziell für die Fotografie mit langen Brennweiten.

## Eigenschaften
Teleneiger sind auch 2-Wege-Neiger mit einer 360°-Panoramaachse und einer Neigeachse.
Die Besonderheit besteht in der „schwerelosen Montage“ der Kamera-Objektiv-Kombination, die dadurch erreicht wird, dass die Panoramaachse und die Neigeachse des Kopfes praktisch durch den Schwerpunkt der Kamera-Objektiv-Kombination verlaufen, wodurch beim Vor- und Zurückneigen keine Gewichtsverlagerung stattfindet. Bei den guten, stufenlos justierbaren Teleneigern bleibt die voll ausbalancierte Kamera-Objektiv-Kombination genau in der Position, in der losgelassen wurde, ganz ohne Friktion oder Feststellung der Neige- oder Schwenkachse. So kann es auch nicht zu dem bei Kugelköpfen befürchteten Abkippen der Fotoausrüstung auf dem Stativ kommen.
Durch die besonders leichtgängige und feinfühlige Schwenkbarkeit sind Teleneiger prädestiniert für Mitzieheraufnahmen mit Teleobjektiven von sich schnell bewegenden Objekten wie Vögel im Flug, Sportler, Rennwagen usw.

## Hersteller
Teleneiger für Fotografen werden von verschiedenen Herstellern angeboten:
- Benro
- Eki
- Jobu Design
- Kirk Enterprise Solutions
- Manfrotto
- Nill, Dietmar
- Really Right Stuff
- Sirui
- Wimberley
- Zenelli

## Bauformen
Im Grunde gibt es zwei verschiedene Bauformen:
1. zweiarmige Teleneiger mit an beiden Seiten gelagerter Aufhängung einer U-förmigen Schaukel, die die Kamera-Objektiv-Kombination aufnimmt.
2. einarmige Teleneiger mit an einer Seite gelagerter Aufhängung einer L-förmigen Schaukel, die die Kamera-Objektiv-Kombination aufnimmt.

Ein Sonderfall ist der Doppelneiger von Eki. Dieser hat einen zentralen Montagearm, an dem jeweils links und rechts eine Schaukelaufnahme für zwei Objektive angebracht sind. Die beiden Schaukeln sind fest über die Neigeachse gekoppelt, wodurch man parallel mit 2 verschiedenen Festbrennweiten fotografieren kann. 
Des Weiteren unterscheiden sich die Neiger in der Materialwahl; bei den meisten besteht der Arm aus Aluminium, bei einigen wenigen auch aus Karbon. 
Viele Teleneiger besitzen auch eine Schnellwechselaufnahme, die das Kuppeln von Schnellwechselplatten und das Ausbalancieren des Schwerpunktes in die Kippachse des Neigers ermöglicht, wenn die Schnellwechselplatte sich in dieser Kupplung nach vorn und hinten verschieben lässt.
Einige Teleneiger sind modular aufgebaut; das hat den Vorteil, dass diese für den Transport zerlegbar sind. Besteht der Neiger aus horizontaler Komponente mit seitlich verschiebbarer Vertikalkomponente, ist dieser oft auch als Panoramakopf für mehrreihige Panoramen nutzbar.